# デニズリ県
デニズリ県（デニズリけん、トルコ語: Denizli ili）は、トルコ西部、エーゲ海地方の県。デニズリ大都市自治体とは同一の範囲である。
北から時計回りにウシャク、東にアフィヨン、ブルドゥル、南にムーラ、西にアイドゥン、マニサの各県と接している。1990年から2006年までにおおよそ13万人人口が増えている。

## 下位自治体
デニズリ県には19の地区がある。
- アジュパヤム（英語版）（Acıpayam）
- ババダー（英語版）（Babadağ）
- バックラン（英語版）（Baklan）
- ベキッリ（英語版）（Bekilli）
- ベヤアチュ（英語版）（Beyağaç）
- ボズクルト（英語版）（Bozkurt）
- ブルダン（英語版）（Buldan）
- チャル（英語版）（Çal）
- チャメリ（英語版）（Çameli）
- チャルダク（英語版）（Çardak）
- チヴリル（英語版）（Çivril）
- ギュネイ（英語版）（Güney）
- ホナズ（英語版）（Honaz）
- カレ（英語版）（Kale）
- メルケゼフェンディ（Merkezefendi）
- パムッカレ（Pamukkale）
- サライキョイ（英語版）（Sarayköy）
- セリンヒサール（英語版）（Serinhisar）
- タヴァス（英語版）（Tavas）

## 地理
地形のおおよそ30%ほどが平坦地、25%が大地であり、残りは山地である。
最高峰はホナズ山であり標高は2571m、アナトリア西部でも最高峰である。最大の湖はAcıgöl湖であり、アルカリ性が高く、苦い湖と言う意味を表している。また、この湖から硫酸ナトリウムが生産されている。Sarayköy西部には炭酸水素イオンと硫酸塩を含んでいる温泉が湧いており、メンデレス川の源泉と考えられている。Kizildereにある温泉では温度が200℃に達している場所もある。
地熱の蒸気の源泉が最初に発見されたのは1965年である。今日ではこの地熱エネルギーを利用して発電所が建設されている。11%の地熱エネルギー源泉が発電に使われており、のこる89%はメンデレス川に流れている。

## 気候
一般的にエーゲ海地域は気候が穏やかであるが、これはその標高によって変わり、この県は少々変わっている。夏には気温が40度近くまで上がり、冬には-10度まで落ちる。年間80日程度は雨であり、その多くは冬に降る。

## 歴史

### 古代
この県には古代からの足跡が見られ、前ヒッタイト時代やヒッタイト時代の文化の史跡が残っている。
この後、フリギア、リディア、ペルシャなどの支配され、ギリシャ時代、アレクサンダー大王時代には都市が建設された。
その中でも最初にアンティオコス2世3が妻ラオディカの為にリュコスのラオディキアを建設したと考えられる。ラオディキアはデニズリの北6kmに位置している。
ヒエラポリスはアナトリアのヘレニズム国家のひとつであるペルガモン王国が190年に建設したとされている。石灰の歩廊とパムッカレのプールはヒエラポリスの時代のものと考えられている。ラオデキアとヒエラポリスはこの後ローマ支配下に入り、395年のローマ分割後は東ローマ帝国の東部国境の一つであった。

### キリスト教時代
ヨハネの黙示録には、福音記者ヨハネはパトモス島滞在中にトランペットのような騒がしい声を聞いたとしており、この声は「見た事を書け、そしてそれをエフェソス、スミルナ、ペルガモン、ティアティラ、サルディス、フィラデルフィア、ラオディキアの7つの教会に送れ」と言う啓示を受けたとされている。ラオディキアの教会はちょうどキリスト教の初期から神聖な場所で、今日もキリスト教徒が訪れている。しかし、その多大な範囲は東ローマ支配下の時代に失われている。

### トルコ時代
トルコで初めてデニズリが見られるのは1070年のAfşin Bey自体のことであり、この地域に侵入した、セルジューク朝のアルプ・アルスラーン施政下であった。第二次、第三次十字軍はこの地でKazıkbeliと戦い、Kazıkbeliは少数の軍とともにアンタリアまで逃亡した。この後、トルコ人は古代都市の支配を確立し、また南部の現在のデニズリ近郊に移住した。この土地には飲み水の水道管があったという。ラオディキアの名前は徐々にラディクに変わっていき、また、17世紀にはトングズルと名づけられ、トヌズル、ドヌズルと徐々にデニズリという発音に変わっていった。この地域はオスマン帝国時代に多く用いられたヤタガン（ヤタアン）と呼ばれる刀剣の発祥の地でもある。
第一次世界大戦後、1919年5月15日にはギリシャ軍はイズミールに達し、トルコ抵抗軍の最初の中心的な会合がデニズリで開かれた。トルコ人の兵力はメンデレス川に防衛ラインを形成し、現地出身の農民からなる多くの義勇兵を巻き込んだ。これはトルコ正規軍に強化され、ギリシア軍は撃退された。こうしてこの地域は現在もトルコの土地である。
2012年にデニズリ県全体がデニズリ大都市自治体に指定されるため、旧デニズリ市は分割され、メルケゼフェンディとパムッカレになっている。

## 観光名所
デニズリの北約20kmに世界遺産であるヒエラポリス-パムッカレがある。古代都市の遺跡と、石灰分を多く含む温泉によって形成された石灰棚の奇観によって知られている。
その他に以下のような名所がある。
- ラオディキア、リュコム…廃墟がデニズリの6km北のEskihisar村近郊に残っている。
- セルジューク朝のキャラバン宿…デニズリからアンカラ高速道路を6kmの隣県近くにある。
- フィリギアのトリポリがBuldan Yeine近郊にある。ヘレニズム時代の面影が見られる。
- Honazにコロッセオが残っている。
- ÇivrilのBeycehöyükにはいくつかの紀元前3000年にさかのぼる出土品が見られる。
- ÇardakのHanabat Caravanseraiは典型的なセルジューク朝のキャラバン宿である。
- ローマ時代からAhmetli橋がメンデレス川を渡っている。

## 特産物

### デニズリ鶏
デニズリはトルコで有名な系統の鶏の品種があり、風采と色が変わっており、長く美しい声を持っている。品種の保存の為に政府や地元の養鶏家は様々な試みをおこなっている。デニズリ鶏は黒い目、灰黒色の足、長い首、赤いトサカが特徴であり、重さは3.5kg程度である。独特のときの声をあげる。